# Bistum San Fernando de Apure
Das Bistum San Fernando de Apure (lat.: Dioecesis Sancti Ferdinandi Apurensis) ist eine in Venezuela gelegene römisch-katholische Diözese mit Sitz in San Fernando de Apure. Es umfasst den Bundesstaat Apure.

## Geschichte
Papst Pius XII. gründete die Territorialprälatur San Fernando de Apure mit der Apostolischen Konstitution Providentissimo Redemptoris am 7. Juni 1954 aus Gebietsabtretungen der Bistümer Calabozo und San Cristóbal de Venezuela und wurde dem Erzbistum Caracas als Suffragandiözese unterstellt.
Mit der Apostolischen Konstitution Sancti Ferdinandi Apurensis wurde sie am 12. November 1974 zum Bistum erhoben. Mit der Erhebung des Bistums Calabozo zum Metropolitanerzbistum am 17. Juni 1995 wurde es Teil der neuen Kirchenprovinz.
Am 3. Dezember 2015 gab es Gebietsanteile zur Gründung des Bistums Guasdualito ab.

## Ordinarien

### Prälaten von San Fernando de Apure
- Angel Rodriguez Adolfo Polachini (30. November 1966–25. März 1971, dann Bischof von Guanare)
- Roberto Antonio Dávila Uzcátegui (23. Juni 1972–12. November 1974)

### Bischöfe von San Fernando de Apure
- Roberto Antonio Dávila Uzcátegui (12. November 1974–23. Juni 1992)
- Mariano José Parra Sandoval (12. Juli 1994–10. Juli 2001, dann Bischof von Ciudad Guayana)
- Víctor Manuel Pérez Rojas (7. November 2001–15. Juli 2016)
- Alfredo Enrique Torres Rondón (seit 15. Juli 2016)